# Royaume malais

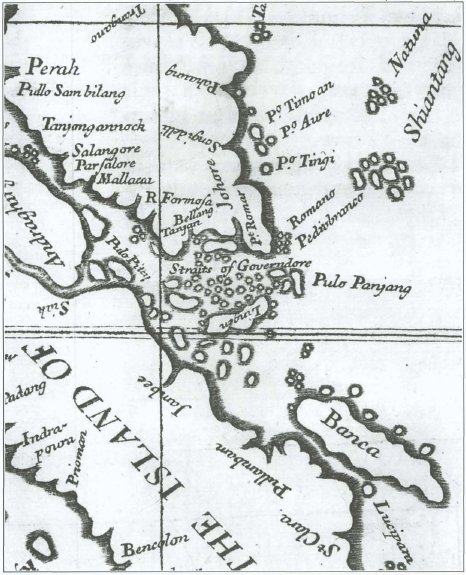
Carte de 1727 montrant les noms de quelques royaumes malais de Sumatra et de la péninsule Malaise

On appelle royaume malais une entité politique caractérisée notamment par sa population malaise.
Aujourd'hui, il consiste en les différents états princiers de la Malaisie et le sultanat de Brunei. En Indonésie, il existe encore de nombreuses cours princières malaises, dont les chefs de maison sont souvent reconnus par la République mais n'ont d'autres pouvoirs que symboliques.

## Liste des royaumes malais

### Indonésie
- Sultanat d'Asahan
- Sultanat de Bulungan
- Sultanat de Deli
- Sultanat de Langkat
- Principauté de Mempawah
- Sultanat de Riau
- Sultanat de Serdang
- Sultanat de Siak

### Malaisie
- Sultanat de Johor
- Kedah
- Kelantan
- Negeri Sembilan
- Pahang
- Perak
- Perlis
- Selangor
- Terengganu

### Thaïlande
- Royaume de Patani